# Thời kỳ đầu của lịch sử Thái Lan
Theo sử sách Thái Lan, người Thái xuất xứ từ vùng núi An-Tai, Đông Bắc tỉnh Tứ Xuyên, Trung Quốc từ 4500 năm trước, sau đó di cư dần xuống vùng đất hiện nay là Thái Lan. Vào năm 1238, người Thái thành lập vương quốc tại Sukhothai (hiện ở miền Bắc Thái Lan), năm 1283 người Thái có chữ viết. Sau đó người Thái mở rộng lãnh thổ xuống phía Nam, và năm 1350 chuyển kinh đô xuống Ayuthaya(phía bắc Bangkok 70 km). Hơn 400 năm người Thái tiến hành chiến tranh liên miên với Miến Điện và kinh đô Ayuthaya bị huỷ diệt. Năm 1767, một tướng người Thái gốc Hoa, Taksin, đứng lên chống quân Miến Điện giành lại độc lập và dời đô về Thonburi, bên bờ sông Chao Phaya, đối diện với Bangkok. Vua Rama I(1782) lên ngôi và chọn Bangkok (hay "Thành phố của các thiên thần") làm kinh đô.
Trước năm 1932, Thái Lan theo chế độ quân chủ chuyên chế. Sau cuộc cách mạng tư sản năm 1932 do một nhóm sĩ quan trẻ lãnh đạo, Thái Lan chuyển từ chế độ quân chủ chuyên chế sang chế độ quân chủ lập hiến. Ngày 10 tháng 12 năm 1932 vua Prachadhipok (Rama VII) đã thông qua bản hiến pháp đầu tiên của Thái Lan. Hơn 60 năm qua Thái Lan đã thay đổi 16 hiến pháp, nhưng Hiến pháp 1932 vẫn được coi là cơ sở.

## Những cư dân đầu tiên

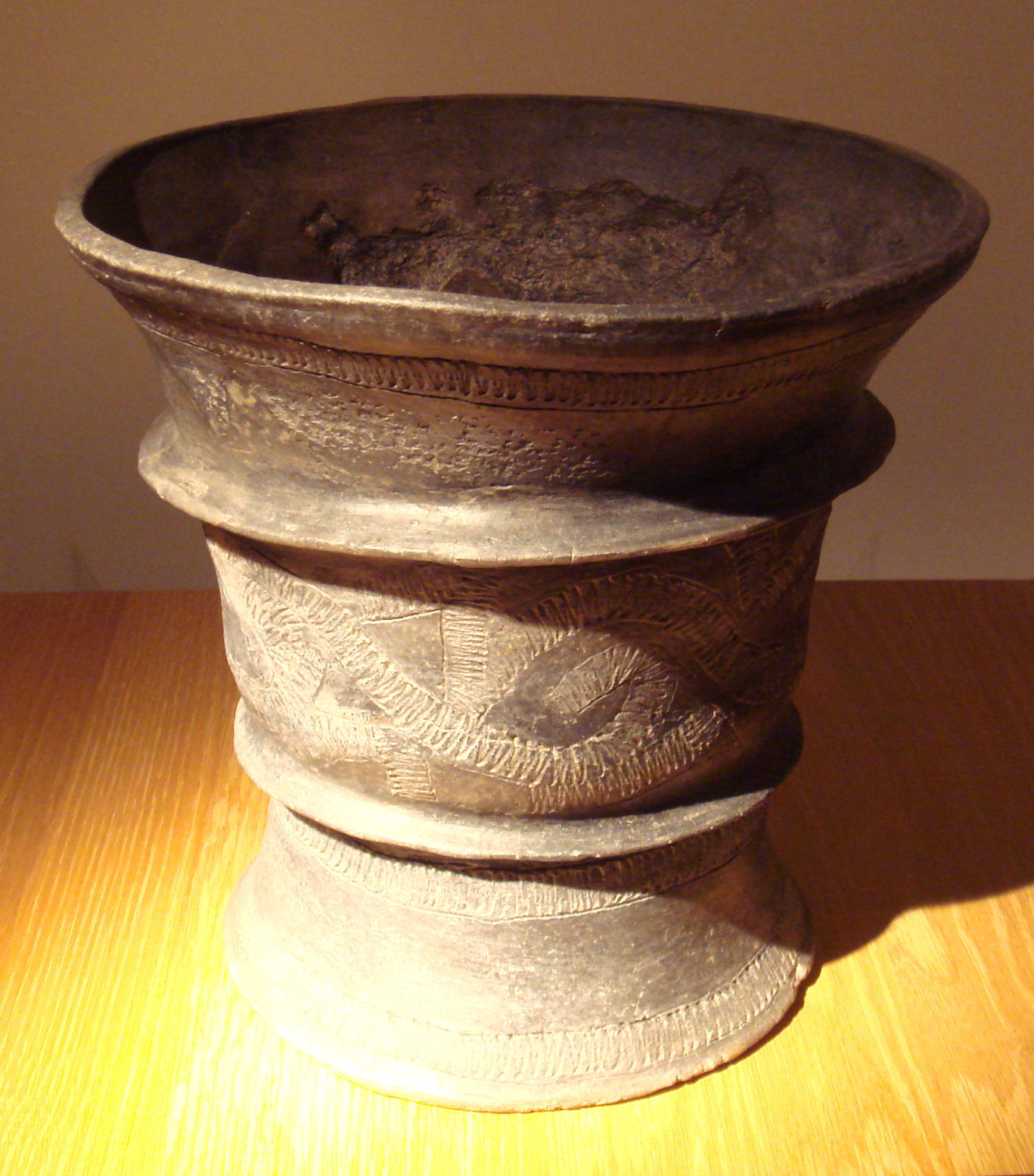
Cổ vật vùng văn hóa Ban Chiang

Những nơi định cư đúng nghĩa đầu tiên - nơi người ta sống quần tụ thành nhóm, trồng trọt cấy hái, làm đồ gốm và dệt vải - là trên các sườn đồi núi. Khoảng 2.000 năm trước Công nguyên đã có nhiều nơi định cư như thế rải rác khắp đất nước. Quan trọng nhất là hai vùng định cư ở vùng cực bắc - Non Nok Tha và Ban Chiang. 
Vùng định cư Ban Chiang được giới khoa học rộng rãi công nhận là đã hình thành vào khoảng 3.500 trước C.N. Vào khoảng 1.000 năm trước C.N., nơi đây đã có một nền văn hóa khá phát triển sản xuất ra được những sản phẩm gốm rất nổi bật. 
Vào cuối thời kỳ này, khoảng 300 năm trước C.N. đến năm 300 C.N, nơi đây đã đạt đến đỉnh cao trong các nghề chế tác bình gốm sơn, chế tạo công cụ bằng sắt và đồng nữ trang bằng đồng thanh và thủy tinh. Người ta đã phát hiện được nhiều thứ vật dụng như vậy trong khi khai quật những nghĩa địa cổ, nơi cư dân Ban Chiang thời xưa chôn cất người chết cùng với một số lượng lớn của cải.

## Ảnh hưởng Mon - Khmer và Ấn Độ

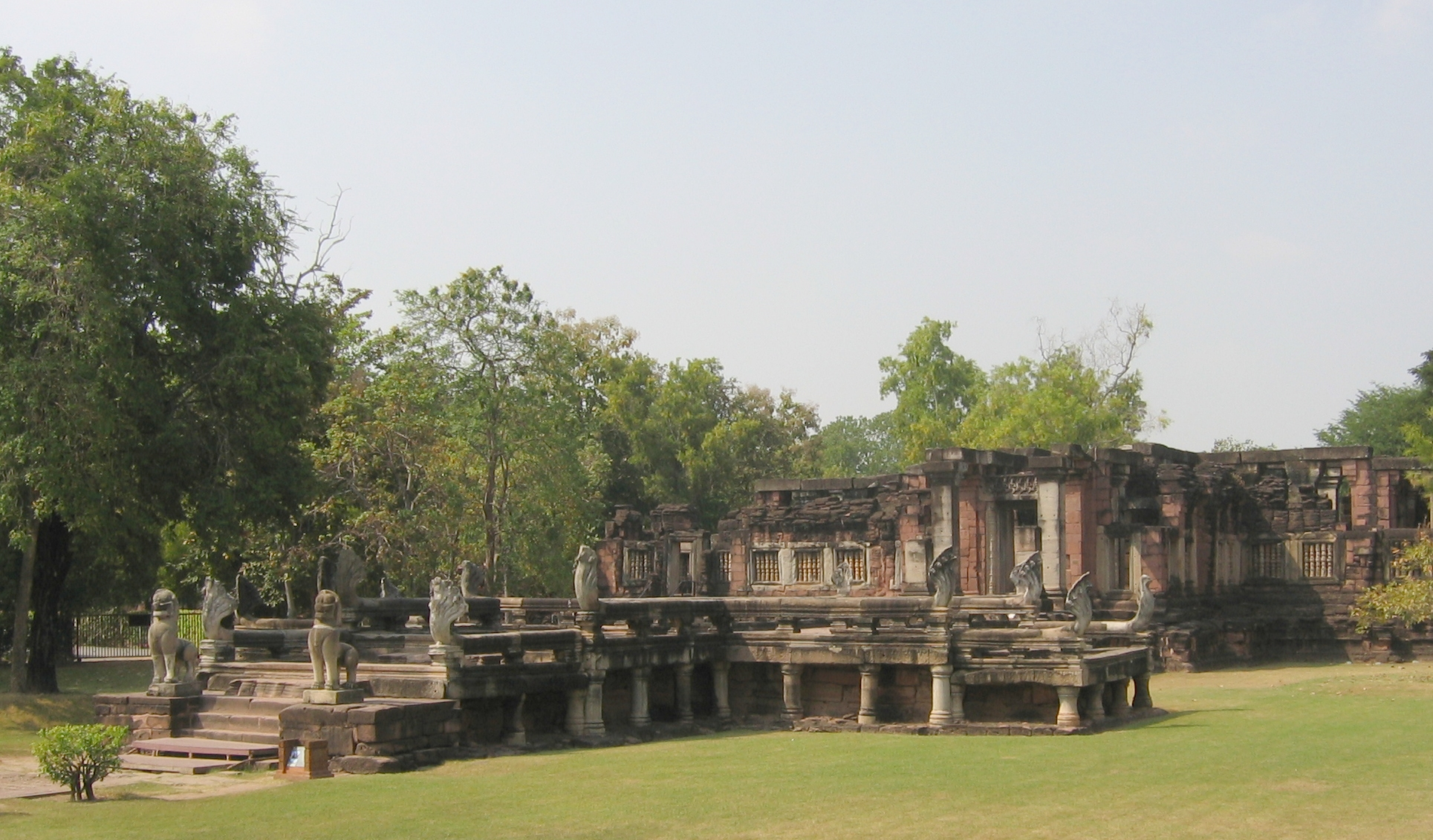
Công viên lịch sử Phimai - di tích Angkor trên đất Thái

Những người Ấn Độ di cư đầu tiên đến bán đảo Malay là từ thế kỷ thứ III trước C.N. Theo các sử liệu ghi chép của Trung Hoa thì vào khoảng thời gian Chúa Giê-su ra đời, ở nơi đây người ta đã lập nên 10 thành bang, trong đó quan trọng nhất là thành phố Nakhon Si Thammarat.
Khi người Môn, một tộc người có nguồn gốc từ miền Nam Trung Quốc, di cư đến vùng lòng chảo Mae Chao Phraya, họ chiếm lấy những vùng đất đã khai hóa cũng như những tư tưởng tôn giáo và nghề thủ công của người Ấn Độ. Họ cũng đã thiết lập triều đại Dvaravati ở Nakhon Pathom vào thế kỷ thứ VI. Về sau, họ bành trướng lên phía bắc đến Haripunjaya (bây giờ là Lamphun), xuống miền nam đến bán đảo Malay, sang phía tây đến Miến Điện, nơi họ đã lập ra Nhà nước Pegu hùng mạnh một thời.

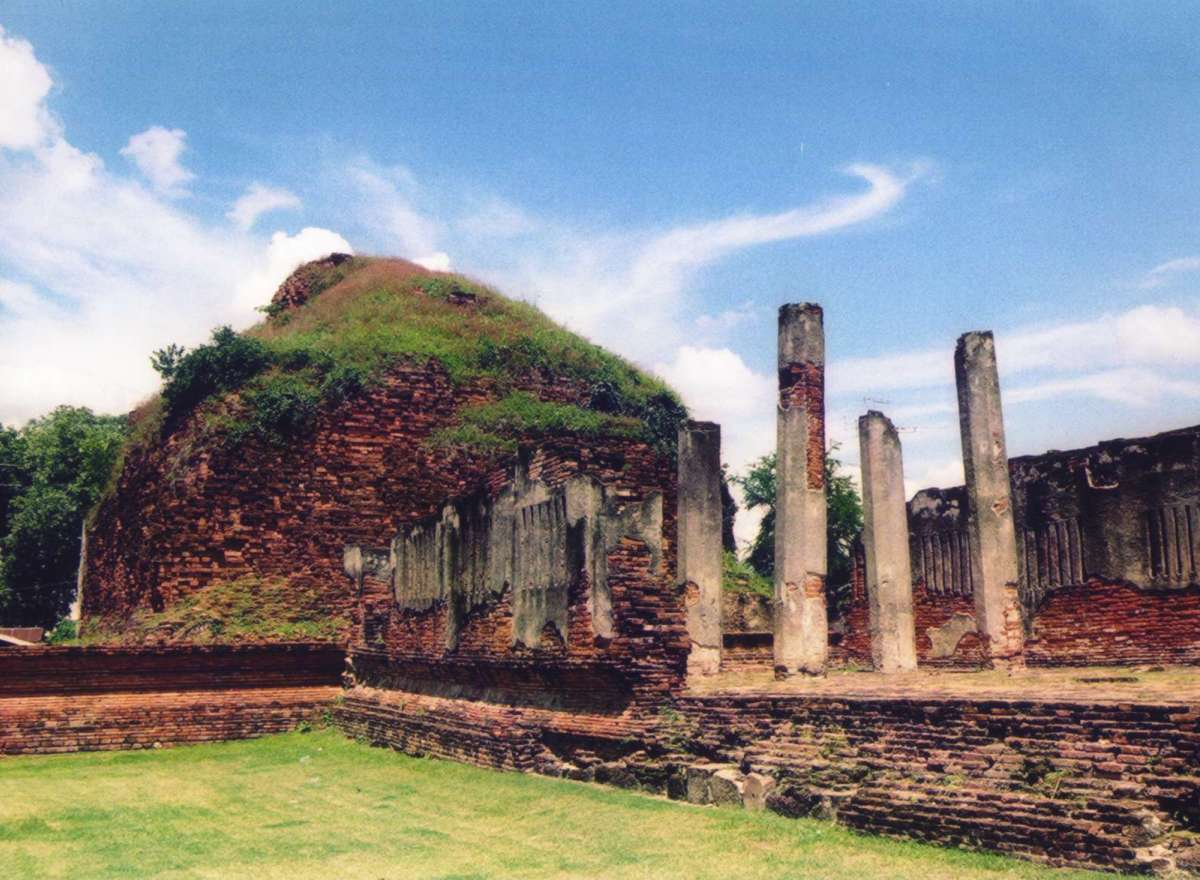
Wat Nakhon Kosa - Lopburi

Người Khmer, những người có họ hàng với người Môn, đã định cư ở vùng hạ lưu sông Mêkông và bành trướng sang phía Đông. Trong một cuộc chiến ở thế kỷ thứ XI, họ đã đánh bại và giành lấy quyền hành của người Môn ở các vùng đồng bằng trung tâm. Cũng như người Môn, người Khmer tiếp thu những tập quán và luật lệ của người Ấn Độ. Uy quyền của nhà Vua được đồng nhất với quyền lực của thần thánh và được thể hiện qua các nghi thức tế lễ trong khắp cộng đồng.
Quyền lực của người Khmer đạt đến đỉnh cao vào thế kỷ XI, cho đến khi vua Anawrahta người Miến Điện đuổi họ ra khỏi nước của ông và thậm chí chiếm luôn cả vùng Đồng bằng trung tâm trong một thời gian ngắn. Nhưng người Khmer vẫn còn kiểm soát nhiều vùng của Thái Lan nhờ vào các tiền đồn ở Lopburi và Phi Mai. Họ cũng kiểm soát các thành bang ở miền Nam. Nhưng vào đầu thế kỷ XIII, một cuộc nổi loạn ở miền Tây đã báo hiệu sự xuất hiện của một nhóm dân cư mới, những người sẽ thay cho người Khmer đóng vai trò trung tâm trong lịch sử Thái Lan - đó là dân tộc Sukhothai.Các khảo cổ học đã tìm thấy tại Ban Chiang, Thái Lan nhiều công cụ đồ đồng và nền văn minh lúa nước tồn tại vào khoảng 3600 năm TCN.
Các nền văn minh Malay, Môn và Khmer từng phát triển thịnh vương trên lãnh thổ Thái Lan hiện nay. Đáng chú ý là Vương quốc Srivijaya ở miền nam, Dvaravati ở miền trung và Đế chế Khmer ở Angkor. Người Thái có liên hệ ngôn ngữ với một số dân tộc tại miền Nam của Trung Quốc, và có lẽ sự di dân từ miền Nam Trung Quốc đã xảy ra rất sớm, qua phía Bắc của Lào. 
Người Thái đánh dấu sự thành lập quốc gia riêng của họ vào khoảng thế kỷ 13.